# Großblumberg
Großblumberg ist eine Ortschaft von Wipperfürth im Oberbergischen Kreis im Regierungsbezirk Köln in Nordrhein-Westfalen (Deutschland).

## Lage und Beschreibung
Die Ortschaft liegt im Norden von Wipperfürth in 230 m Entfernung zur Staumauer der Neyetalsperre. Im Fachwerkhaus Großblumberg 3 sorgt seit 1916 das „Gasthaus zur Neyetalsperre“ insbesondere für Ausflüge an die  nahegelegene Neyetalsperre für das gastronomische Angebot.
Nachbarorte sind Klitzhaufe, Hambüchen, Hasselbick, Berghof und Sonnenschein. 100 m südwestlich der Ortschaft entspringt der in die Neye mündende Großblumberger Bach.
Politisch wird die Ortschaft durch den Direktkandidaten des Wahlbezirks 02 (020) Sanderhöhe und Wolfsiepen im Rat der Stadt Wipperfürth vertreten.

## Geschichte
1443 wird der Ort erstmals unter der Bezeichnung „Bloymberg“ in einem Verzeichnis über die Einkünfte und Rechte des Kölner Apostelstifts aufgeführt. Auf der Karte Topographia Ducatus Montani aus dem Jahre 1715 besteht „Blumberg“ aus einem westlichen und einem östlichen Siedlungsbereich mit jeweils zwei Höfen. Die Karte Topographische Aufnahme der Rheinlande von 1825 benennt beide Ortsteile immer noch einheitlich mit „Blomberg“. Ab der Preußischen Uraufnahme von 1840 bis 1844 trägt der östliche Teil den Namen „Gr. Blumberg“ und der westliche wird mit „Kl. Blumberg“ benannt.

## Busverbindungen
Über die in 1,5 km Entfernung befindliche Bushaltestelle Oberröttenscheid der Linie 337, oder über die Linien der in 2,1 km Entfernung gelegenen Haltestelle Wipperfürth Busbahnhof Sugères-Platz (VRS/OVAG) ist eine Anbindung an den öffentlichen Personennahverkehr gegeben.

## Wanderwege
Die vom SGV ausgeschilderten Wanderwege A1, ◇6: Wupperweg, X28: Graf-Engelbert-Weg und der mit dem Symbol Halbes Mühlrad: Straße der Arbeit bezeichnete Weg führen durch den Ort. Die Neyetalsperre lässt sich auf einem 11,6 km langen Rundweg (Nordufer (A7) und Südufer (Quadrat)) in Ufernähe umwandern. Zudem tangieren der Bergische Panoramasteig und der Heimatweg (Bergischer Streifzug Nr. 3 – ein Rundweg innerhalb von Wipperfürth) Großblumberg und die Neyetalsperre.